# آدریانا مارتین
آدریانا مارتین (انگلیسی: Adriana Martín؛ زادهٔ ۷ نوامبر ۱۹۸۶) بازیکن فوتبال اهل اسپانیا است.
از باشگاه‌هایی که در آن بازی کرده‌است می‌توان به اسکای بلو اف‌سی، وسترن نیویورک فلش، باشگاه فوتبال چلسی، باشگاه فوتبال زنان بارسلونا، و باشگاه فوتبال زنان اتلتیکو مادرید اشاره کرد.
وی همچنین در تیم‌های ملی فوتبال زنان اسپانیا بازی کرده‌است.